# Second Fiddle (filme de 1957)
Second Fiddle é um filme de comédia produzido nos Estados Unidos e lançado em 1957.